# Леккеркерк
Леккеркерк (нід. Lekkerkerk) — село в нідерландській провінції Південна Голландія. Входить до муніципалітету Крімпенервард. Його населення станом на 2007 рік складало 8000 осіб.
До 1985 року мало статус окремого муніципалітету.

## Галерея

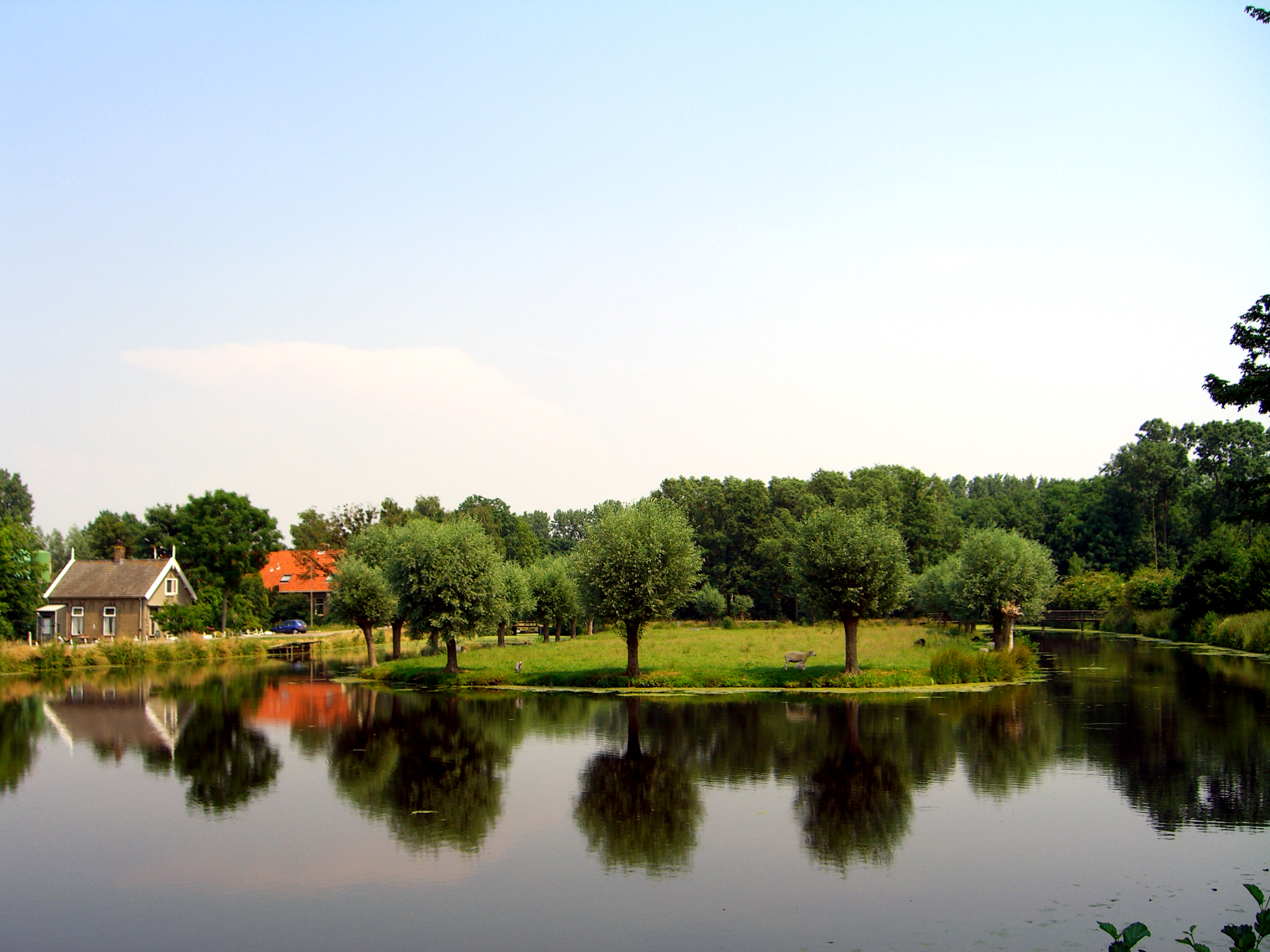
Природа північніше міста
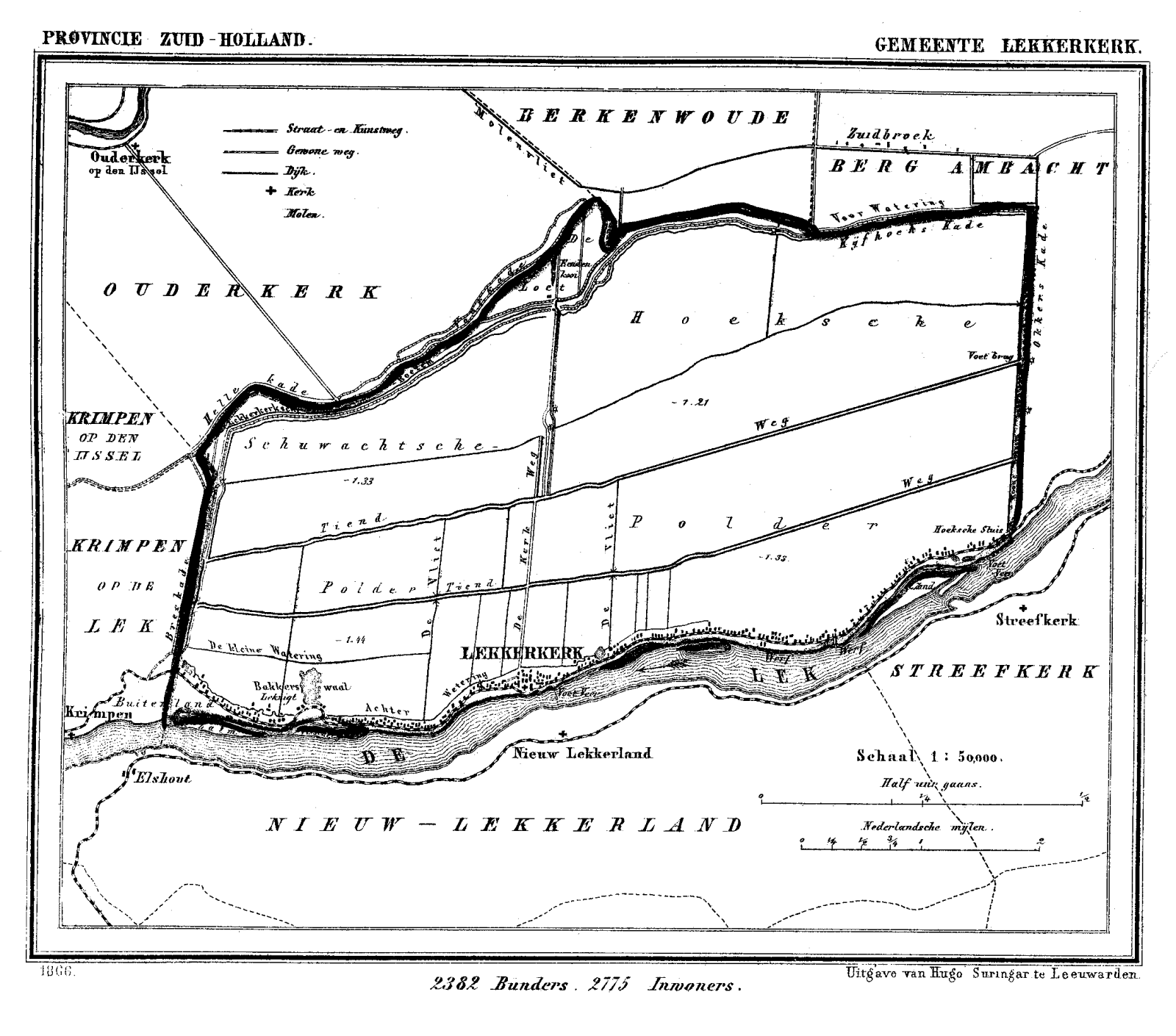
Мапа Леккеркерка (1866)